# Łukasz Kułaga
Łukasz Kazimierz Kułaga (ur. 8 czerwca 1982 w Tomaszowie Mazowieckim) – polski specjalista prawa międzynarodowego, urzędnik, wykładowca Uniwersytetu Kardynała Stefana Wyszyńskiego w Warszawie.

## Życiorys
Łukasz Kułaga uzyskał tytuły magistra prawa na Uniwersytecie Kardynała Stefana Wyszyńskiego w Warszawie (UKSW) pod kierunkiem Cezarego Mika (2006) oraz magistra stosunków międzynarodowych na Uniwersytecie Warszawskim pod kierunkiem Janusza Symonidesa (2006). W 2014 na UKSW doktoryzował się w zakresie nauk prawnych na podstawie dysertacji Traktowanie sprawiedliwe i słuszne a minimalny standard traktowania w międzynarodowym prawie inwestycyjnym, której promotorem był Cezary Mik. W 2022 uzyskał na UKSW stopień doktora habilitowanego w dziedzinie nauk społecznych w dyscyplinie nauki prawne, przedstawiwszy cykl artykułów Zmiana paradygmatu w międzynarodowym prawie inwestycyjnym.
1 października 2007 został zatrudniony na Wydziale Prawa i Administracji UKSW, od 2023 na stanowisku profesora. Ok. 2007 rozpoczął równolegle pracę w Departamencie Prawno-Traktatowym Ministerstwa Spraw Zagranicznych. Jako przedstawiciel ministra między innymi wszedł w skład Komisji Wspólnej Rządu i Mniejszości Narodowych i Etnicznych.
Jego zainteresowania naukowe obejmują zagadnienia międzynarodowego prawa inwestycyjnego, norm dotyczących użycia siły, prawa traktatów, zastosowania prawa międzynarodowego do cyberprzestrzeni oraz relacji prawa międzynarodowego do prawa polskiego.
W 2020 „za zasługi w służbie zagranicznej, za osiągnięcia w podejmowanej z pożytkiem dla kraju działalności zawodowej i dyplomatycznej” został odznaczony Srebrnym Krzyżem Zasługi.

## Publikacje książkowe
- Łukasz Kułaga, Cezary Mik (red.), Zewnętrzne stosunki gospodarcze Unii Europejskiej, Toruń: Towarzystwo Naukowe Organizacji i Kierownictwa "Dom Organizatora", 2010, ISBN 978-83-7285-544-2. Brak numerów stron w książce
- Łukasz Kułaga, Traktowanie sprawiedliwe i słuszne a minimalny standard traktowania w międzynarodowym prawie inwestycyjnym, Warszawa: Wydawnictwo Uniwersytetu Kardynała Stefana Wyszyńskiego, 2016, ISBN 978-83-8090-102-5. Brak numerów stron w książce
- Cezary Mik, Łukasz Kułaga (red.), Polskie prawo stosunków międzynarodowych: zagadnienia wybrane: praca zbiorowa, Toruń: Towarzystwo Naukowe Organizacji i Kierownictwa "Dom Organizatora", 2018, ISBN 978-83-7285-754-5 [dostęp 2024-10-06]. Brak numerów stron w książce
- Cezary Mik, Łukasz Kułaga (red.), Przestrzeń cyfrowa: nowe wyzwania dla prawa międzynarodowego i prawa Unii Europejskiej, Warszawa: Wydawnictwo Naukowe Uniwersytetu Kardynała Stefana Wyszyńskiego, 2021, ISBN 978-83-8090-664-8. Brak numerów stron w książce